# Coupe de France 1990/91
Het seizoen 1990/91 was het 74e seizoen van de Coupe de France in het voetbal. Het toernooi werd georganiseerd door de Franse voetbalbond.
Dit seizoen namen er 6065 clubs deel (393 meer dan de recorddeelname uit het vorige seizoen). De competitie ging in de zomer van 1990 van start en eindigde op 8 juni 1991 met de finale in het Parc des Princes in Parijs. De finale werd gespeeld tussen Association Sportive de Monaco (voor de achtste keer finalist) en recordfinalist Olympique Marseille (voor de zestiende keer finalist). AS Monaco veroverde voor de vijfde keer de beker door Olympique Marseille met 1-0 te verslaan.
Als bekerwinnaar vertegenwoordigde AS Monaco Frankrijk in de Europacup II 1991/92.

## Uitslagen

### 1/32 finale
De 20 clubs van de Division 1 kwamen in deze ronde voor het eerst in actie. De wedstrijden werden op 9 en 10 maart gespeeld.
 * = thuis, ** Montagnarde-Montpellier in Lorient
| Winnaar               | Uitslag      | Verliezer                 |
| --------------------- | ------------ | ------------------------- |
| AS Monaco *           | 1-0          | AS Saint-Seurin           |
| Olympique Marseille * | 4-1          | RC Strasbourg             |
| FC Gueugnon *         | 1-1 ns (7-6) | ECAC Chaumont             |
| Stade Rodez           | 1-0          | FC Istres *               |
| AS Cannes *           | 2-1 nv       | US Orléans                |
| FC Nantes             | 1-0          | FC Mulhouse *             |
| Chamois Niort FC *    | 1-0          | SM Caen                   |
| FC Sochaux            | 2-1          | US Avranches *            |
| Sporting Toulon Var   | 4-0          | Olympique Avignon *       |
| Paris Saint-Germain   | 1-0          | ES Wasquehal *            |
| Tours FC              | 2-1          | Red Star 93 *             |
| FC Annecy             | 2-1          | Troyes AC *               |
| Gazélec FCO Ajaccio   | 3-0          | AC Arles *                |
| Brest Armorique       | 2-0 nv       | US Vénissieux *           |
| Stade Laval           | 2-2 ns (5-4) | Stade Saint-Brieuc *      |
| AJ Auxerre            | 2-0          | Olympique Saint-Quentin * |

| Winnaar                      | Uitslag      | Verliezer                 |
| ---------------------------- | ------------ | ------------------------- |
| Lille OSC *                  | 4-2          | SA Épinal                 |
| Cercle Dijon *               | 3-1          | OGC Nice                  |
| Olympique Alès en Cévennes   | 2-0 nv       | ESA Brive *               |
| FC Metz                      | 3-2          | Stade Mont-de-Marsan *    |
| US Valenciennes-Anzin        | 3-0          | SA Rochefort *            |
| US Fécame *                  | 1-1 ns (5-3) | Amiens SC                 |
| Montpellier HSC              | 2-0          | US Montagnarde **         |
| SCO Angers *                 | 2-0          | Olympique Lyon            |
| US Laïque Saint-Christophe * | 3-1          | AS Saint-Priest           |
| FC Bourges *                 | 1-0          | Girondins Bordeaux        |
| Toulouse FC *                | 3-1          | SC Bastia                 |
| AS Nancy                     | 3-2          | USL Dunkerque *           |
| FC Rouen *                   | 1-0          | Stade Rennes              |
| AS Beauvais Oise             | 2-1 nv       | Sporting Melun-Dammarie * |
| Le Mans UC                   | 4-1          | Stade Plabennec *         |
| AS Saint-Étienne             | 6-0          | US Mandelieu *            |

### 1/16 finale
De wedstrijden werden op 2 en 3 april gespeeld.
 * = thuis 
| Winnaar             | Uitslag      | Verliezer                    |
| ------------------- | ------------ | ---------------------------- |
| AS Monaco           | 3-1          | Lille OSC *                  |
| Olympique Marseille | 3-0          | Cercle Dijon *               |
| FC Gueugnon         | 0-0 ns (4-1) | Olympique Alès en Cévennes * |
| Stade Rodez *       | 1-1 ns (4-3) | FC Metz                      |
| AS Cannes *         | 3-0          | US Valenciennes-Anzin        |
| FC Nantes           | 1-1 ns (4-3) | US Fécamp *                  |
| Chamois Niort FC    | 1-0          | Montpellier HSC *            |
| FC Sochaux *        | 2-1 nv       | SCO Angers                   |

| Winnaar               | Uitslag | Verliezer          |
| --------------------- | ------- | ------------------ |
| Sporting Toulon Var   | 1-0 nv  | SC Châteauroux *   |
| Paris Saint-Germain * | 1-0     | FC Bourges         |
| Tours FC *            | 1-0     | Toulouse FC        |
| FC Annecy *           | 1-0 nv  | AS Nancy           |
| Gazélec FCO Ajaccio * | 2-0     | FC Rouen           |
| Brest Armorique       | 3-0     | AS Beauvais Oise * |
| Stade Laval           | 2-1 nv  | Le Mans UC *       |
| AJ Auxerre *          | 1-0     | AS Saint-Étienne   |

### 1/8 finale
De wedstrijden werden op 27 en 28 april gespeeld.
 * = thuis 
| Winnaar             | Uitslag | Verliezer             |
| ------------------- | ------- | --------------------- |
| AS Monaco           | 3-2     | Sporting Toulon Var * |
| Olympique Marseille | 2-0     | Paris Saint-Germain * |
| FC Gueugnon         | 1-0     | Tours FC *            |
| Stade Rodez         | 2-0     | FC Annecy *           |

| Winnaar            | Uitslag      | Verliezer             |
| ------------------ | ------------ | --------------------- |
| AS Cannes          | 1-0          | Gazélec FCO Ajaccio * |
| FC Nantes          | 2-1          | Brest Armorique *     |
| Chamois Niort FC * | 2-1          | Stade Laval           |
| FC Sochaux *       | 1-1 ns (9-8) | AJ Auxerre            |

### Kwartfinale
De wedstrijden werden op 14 en 21 mei gespeeld.
 * = thuis 
| Winnaar             | Uitslag | Verliezer        |
| ------------------- | ------- | ---------------- |
| AS Monaco           | 2-1     | AS Cannes *      |
| Olympique Marseille | 2-1 nv  | FC Nantes *      |
| FC Gueugnon *       | 1-0     | Chamois Niort FC |
| Stade Rodez *       | 2-1     | FC Sochaux       |

### Halve finale
De wedstrijden werden op 31 mei (Monaco-Gueugnon) en 2 juni (Marseille-Rodez) gespeeld.
 * = thuis 
| Winnaar               | Uitslag | Verliezer   |
| --------------------- | ------- | ----------- |
| AS Monaco *           | 5-0     | FC Gueugnon |
| Olympique Marseille * | 4-1     | Stade Rodez |

### Finale
|             |                  |       |                     |                                                                            |
| 8 juni 1991 | AS Monaco        | 1 – 0 | Olympique Marseille | Parc des Princes, Parijs Toeschouwers: 44.123 Scheidsrechter: Joël Quiniou |
| 8 juni 1991 | Gérald Passi 90' |       |                     | Parc des Princes, Parijs Toeschouwers: 44.123 Scheidsrechter: Joël Quiniou |

1917/18 · 1918/19 · 1919/20 · 1920/21 · 1921/22 · 1922/23 · 1923/24 · 1924/25 · 1925/26 · 1926/27 · 1927/28 · 1928/29 · 1929/30 · 1930/31 · 1931/32 · 1932/33 · 1933/34 · 1934/35 · 1935/36 · 1936/37 · 1937/38 · 1938/39 · 1939/40 · 1940/41 · 1941/42 · 1942/43 · 1943/44 · 1944/45 · 1945/46 · 1946/47 · 1947/48 · 1948/49 · 1949/50 · 1950/51 · 1951/52 · 1952/53 · 1953/54 · 1954/55 · 1955/56 · 1956/57 · 1957/58 · 1958/59 · 1959/60 · 1960/61 · 1961/62 · 1962/63 · 1963/64 · 1964/65 · 1965/66 · 1966/67 · 1967/68 · 1968/69 · 1969/70 · 1970/71 · 1971/72 · 1972/73 · 1973/74 · 1974/75 · 1975/76 · 1976/77 · 1977/78 · 1978/79 · 1979/80 · 1980/81 · 1981/82 · 1982/83 · 1983/84 · 1984/85 · 1985/86 · 1986/87 · 1987/88 · 1988/89 · 1989/90 · 1990/91 · 1991/92 · 1992/93 · 1993/94 · 1994/95 · 1995/96 · 1996/97 · 1997/98 · 1998/99 · 1999/00 · 2000/01 · 2001/02 · 2002/03 · 2003/04 · 2004/05 · 2005/06 · 2006/07 · 2007/08 · 2008/09 · 2009/10 · 2010/11 · 2011/12 · 2012/13 · 2013/14 · 2014/15 · 2015/16 · 2016/17 · 2017/18 · 2018/19 · 2019/20 · 2020/21 · 
2021/22 · 2022/23 · 2023/24 · 2024/25 ·